# 利楚默松嫩峰

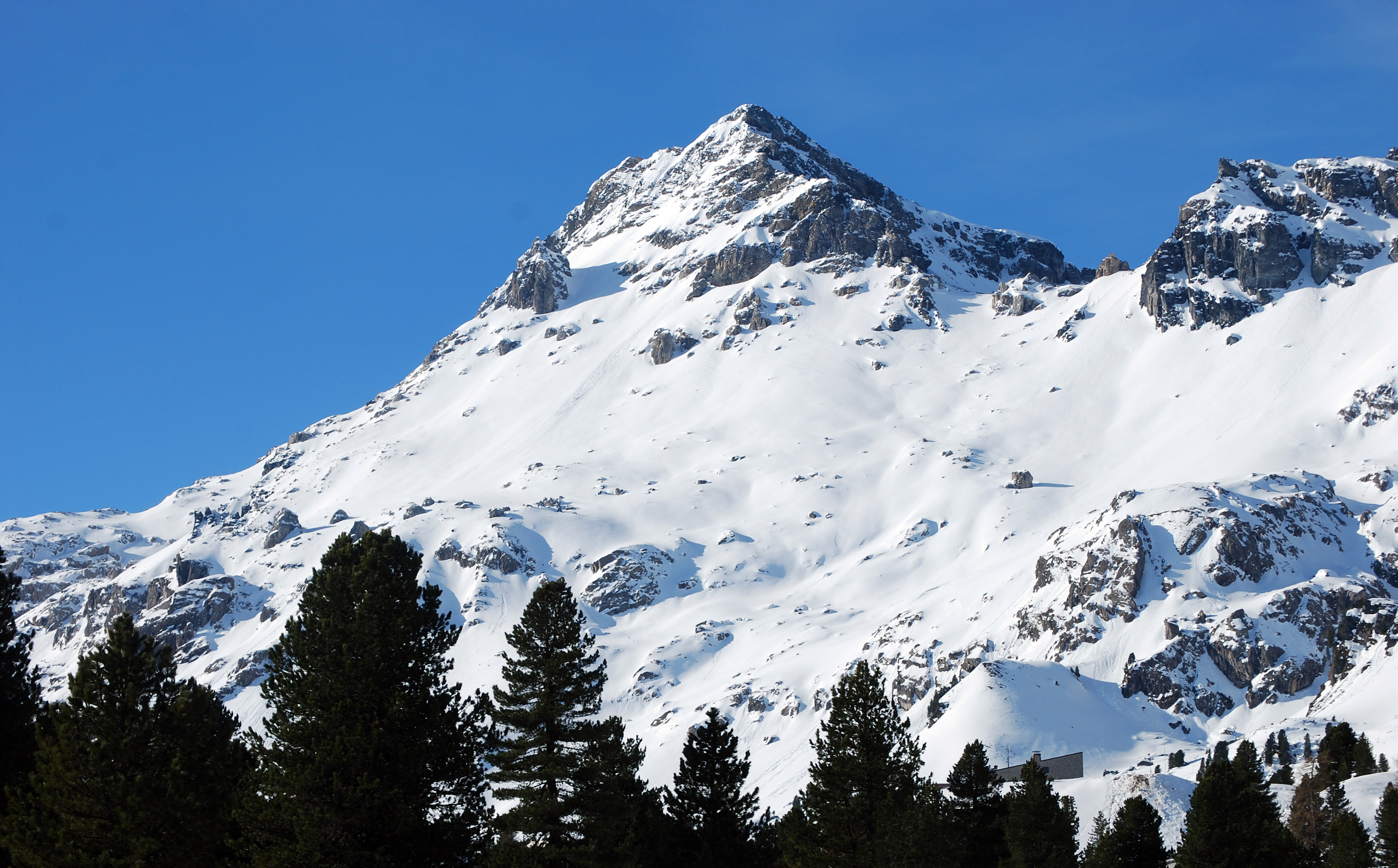

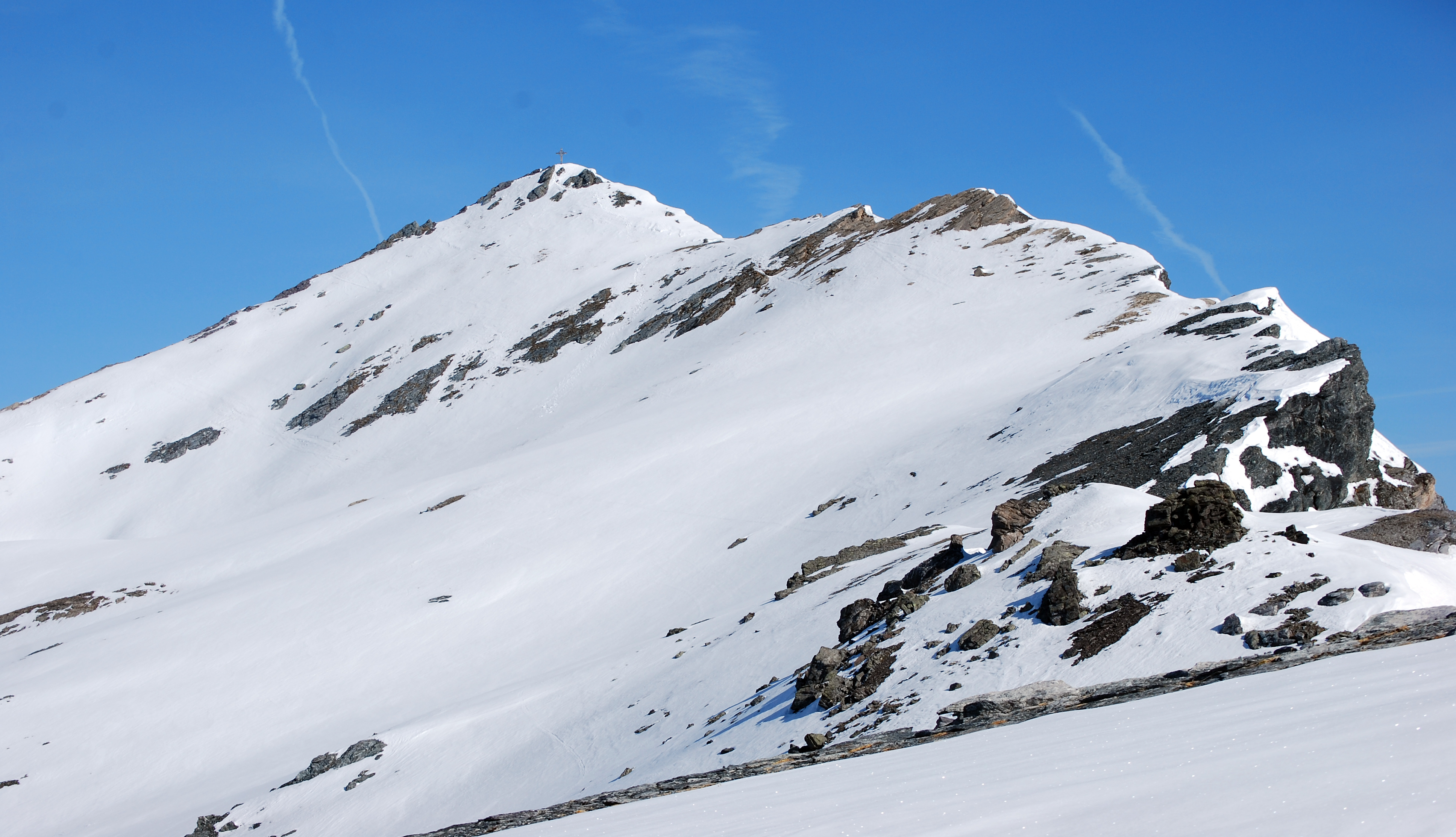

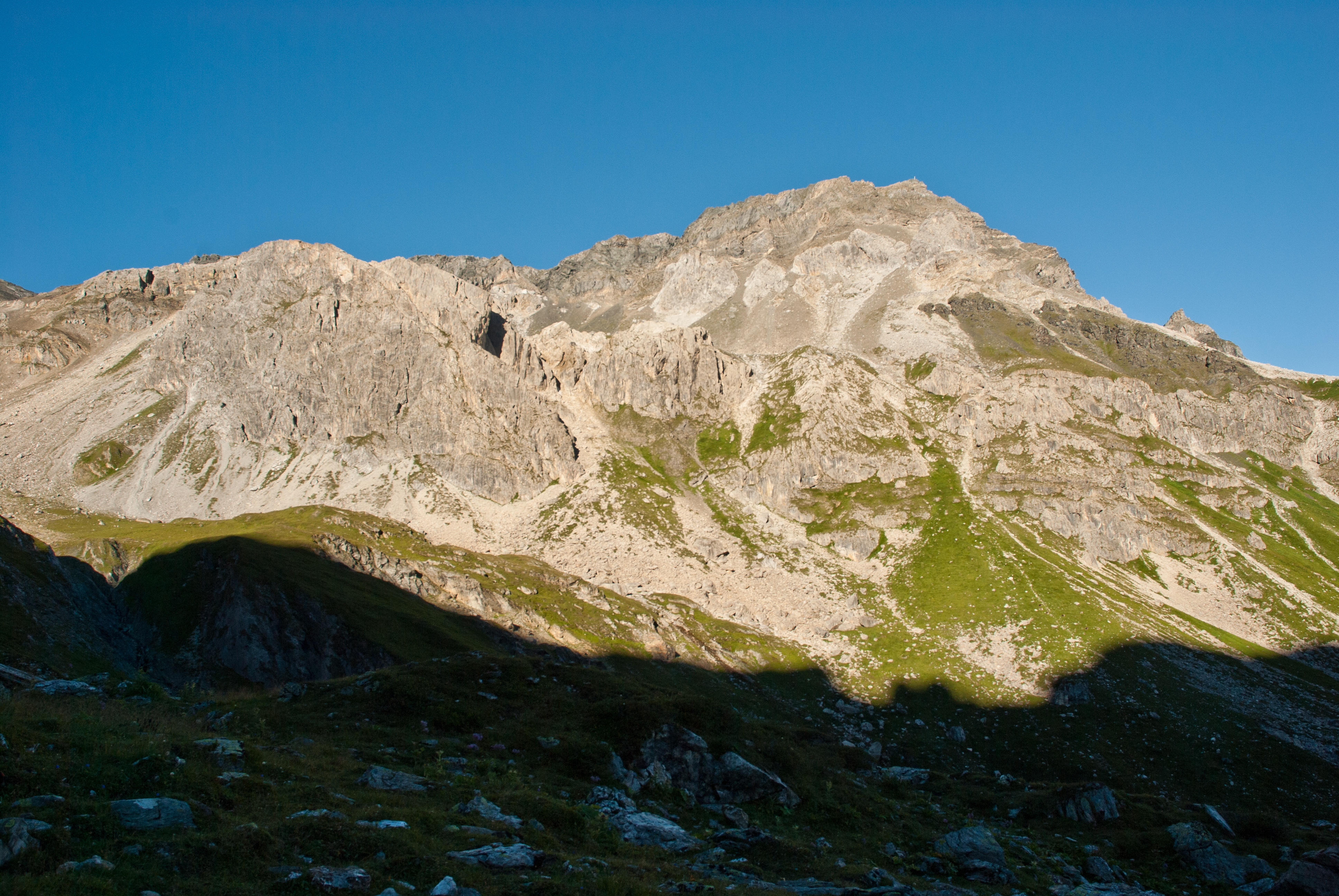

47°09′13″N 11°37′53″E / 47.15361°N 11.63139°E
利楚默松嫩峰（德語：Lizumer Sonnenspitze），是奧地利的山峰，位於該國西部，由蒂羅爾州負責管轄，屬於圖克斯山的一部分，距離利茨烏默雷克納山1公里，海拔高度2,831米。